# Marićite
La marićite è un minerale.